# Charlie Cox
Charlie Thomas Cox (Londres, 15 de dezembro de 1982) é um ator inglês, mais conhecido por interpretar Tristan Thorn em Stardust, Owen Sleater na segunda e terceira temporada de Boardwalk Empire, e Demolidor na série Daredevil e outras produções do universo da Marvel, bem como por seu papel como Jonathan Hellyer Jones no filme A Teoria de Tudo de 2014. Cox interpretou Tristan Thorn no filme de fantasia de 2007 Stardust, um de uma série de papéis que desempenhou durante a primeira década de sua carreira em filmes, séries de televisão e produções teatrais predominantemente britânicos. Ele fez sua West End estrear no próximo ano em uma peça de  renascimento do Harold Pinter interpretando em The Lover e The Collection. Após seu sucesso na tela na década de 2010, Cox atuou em uma produção teatral de Harold Pinter, Betrayal em 2019, primeiro no West End e depois na Broadway.

## Infância
Cox, o caçula de cinco filhos, nasceu em Londres, Inglaterra, e cresceu em East Sussex. É filho de Patricia C. A. "Trisha" (nascida Harley) e Frederick Andrew Seaforth Cox, que é um editor. Cox foi criado e identifica-se como católico romano. Ele tem um irmão, Toby (nascido em 1974), e três meio-irmãos do primeiro casamento de seu pai: Emma, Zoe e Oliver.
Cox foi educado em duas escolas independentes: a Ashdown House, East Sussex na aldeia de Forest Row em East Sussex e   Schoolna de Sherborne School em Dorset. Mais tarde, ele treinou no Bristol Old Vic Theatre em Bristol.

## Carreira

### Início da carreira (2002-2007)
Cox foi escalado em seu primeiro papel profissional significativo aos dezoito anos de idade no thriller psicológico Dot the i , lançado em 2003. Após as filmagens, ele se matriculou na Bristol Old Vic Theatre School. No verão seguinte ao seu primeiro ano de estudos, Cox fez o teste e foi escalado como Lorenzo em 2004 em O Mercador de Veneza, quebrando a política da escola de não permitir que os alunos fizessem um teste para produções externas. Ele finalmente decidiu não voltar para a escola de teatro e continuou trabalhando, aparecendo em spots de convidados na TV e apoiando papéis em filmes como o drama histórico de 2005, Casanova, e o filme de ficção científica da BBC de 2006, A for Andrômeda.

### Proeminência na televisão e no cinema (2007–2015)
O papel de destaque de Cox foi como o protagonista principal, Tristan Thorn, no filme Stardust de 2007, estrelado por Claire Danes. O filme foi bem sucedido com os críticos e o público global e introduziu Cox para um público mais amplo. Ele fez sua West End estrear no ano seguinte em Harold Pinter 's The Collection no Teatro Embaixadores em Londres. A produção teve suas prévias em 15 de janeiro de 2008 e estreou em 29 de janeiro.
Ele foi visto em seguida no filme de 2008, Stone of Destiny, no qual ele interpretou Ian Hamilton, e o drama histórico de 2009, Glorious 39, ambos amplamente divulgados no Reino Unido. Em 2010, ele interpretou o papel principal em O Príncipe de Homburg, de Kleist, no Donmar Warehouse, em Londres. Em setembro daquele ano, ele interpretou o Duque de Crowborough no primeiro episódio da série de drama da ITV, Downton Abbey. Em 2011, Cox fez o papel de São Josemaría Escrivá no filme de Roland Joffé, There Be Dragons, e apareceu como Ishmael na minissérie Moby Dick.
Também em 2011, Cox assinou contrato para desempenhar um papel recorrente na segunda temporada da série original produzida pela Martin Scorsese, Boardwalk Empire, como Owen Sleater, um executor irlandês com ligações com o IRA. Seu personagem tornou-se um regular para a terceira temporada da série, que foi transmitida em setembro de 2012. Ele recebeu um Screen Actors Guild Award como parte do conjunto do show em 2011, além de outra nomeação no ano seguinte.
Em 2013, ele estrelou o filme independente Hello Carter e no thriller da BBC, Cold War Legacy. Ele foi escalado para um papel principal em dois pilotos da CBS TV durante este ano, um drama político intitulado The Ordained e um show sem título de Wall Street. Nenhum foi ordenado para série.
Cox apareceu em um papel de apoio no filme de 2014, A Teoria de Tudo, interpretando Jonathon Jones, o segundo marido de Jane Hawking. O filme estreou no Festival Internacional de Cinema de Toronto em setembro de 2014 e foi nomeado para Melhor Filme no Oscar 2015.

### Demolidor(2015–2018)

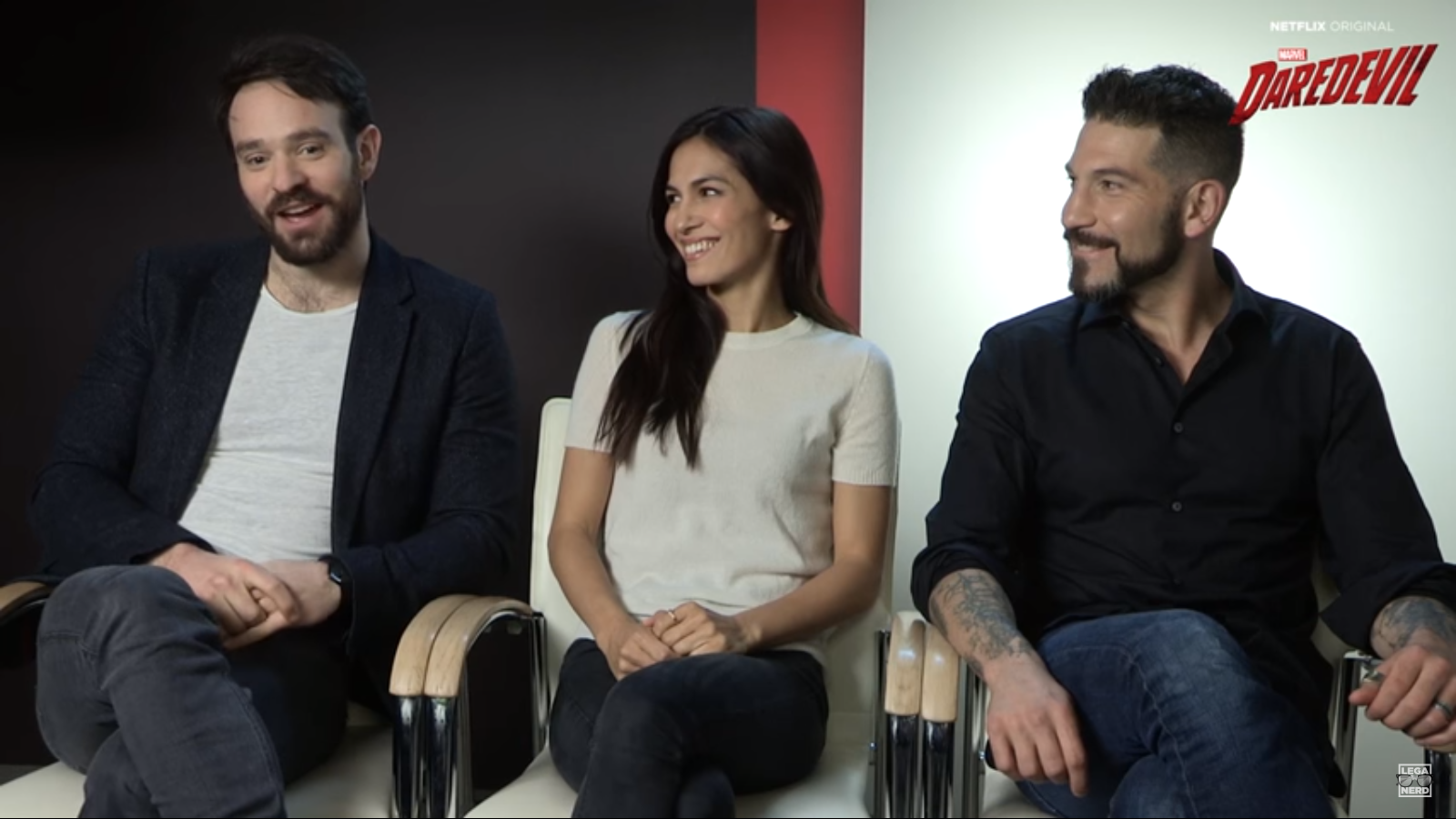
Cox fotografado com os companheiros de elenco de Demolidor, Elodie Yung e Jon Bernthal em 2016.

Cox interpretou Matt Murdock na série de TV, Daredevil da Marvel, bem como no evento de minissérie em equipe de 2017, The Defenders, produzido e lançado através da Netflix. Seu desempenho foi elogiado e recebeu o prêmio Helen Keller Achievement por seu papel pela American Foundation for the Blind.
Foi anunciado que Cox havia sido escalado para o papel em maio de 2014, e mais tarde foi relatado que os executivos da Marvel estavam de olho nele desde 2012. A produção da primeira temporada começou no verão de 2014 e estreou na Netflix em abril de 2015. O programa durou três temporadas e foi produzido ao longo de quatro anos, terminando no final de 2018. Cox disse que, dada a oportunidade, ele estaria interessado em reprisar o papel de Matt Murdock em um projeto futuro, também observando suas obrigações contratuais com a Marvel Studios para fazê-lo.
Entre as temporadas de filmagem de Demolidor, Cox fez sua estréia no teatro de Nova York co-estrelando na produção off-Broadway de Incognito no Manhattan Theatre Club. No final de 2017, foi anunciado que Cox havia se juntado ao elenco de Stripped, um thriller produzido por Lorenzo di Bonaventura, que também produziu o primeiro filme de sucesso de Cox, Stardust. O filme permaneceu em pré-produção desde então. Ele também atuou ao lado de Michael Caine, Jim Broadbent, Ray Winstone e outros no filme King of Thieves de 2018, baseado na história verídica do roubo de joias do Hatton Garden em 2015 em Londres; o filme o reúne com James Marsh, que o dirigiu em 2014 em The Theory of Everything.

### Pós-Demolidor(2019–presente)
Depois que Demolidor surpreendentemente terminou, Cox aproveitou a oportunidade para estrelar ao lado de Tom Hiddleston e Zawe Ashton na produção do West End de Harold Pinter, Betrayal, que estreou em 14 de março de 2019 e encerrou em 8 de junho de 2019. Cox foi procurado para o papel do diretor Jaime Lloyd, que já havia dirigido Cox na produção de 2008 da peça The Lover e The Collection. A peça foi transferida para a Broadway com o elenco original para um contrato limitado de 17 semanas, começando as pré-visualizações em 14 de agosto e encerrando em 8 de dezembro de 2019.
Ainda neste período, Cox participou de alguns projetos de seus amigos. No final de 2018, ele atuou no curta-metragem The Knot, dirigido por Rebecca Schwab. No outono de 2020, Cox começou a filmar a série policial Kin, da RTE Dublin, na qual ele estrela com Aiden Gillen. A série de oito partes deve ser lançada no final de 2021.

## Vida pessoal
Em setembro de 2018, Cox se casou com a produtora da Marvel Television, Samantha Thomas. O casal tem dois filhos, uma filha, Elsie, nascida em 2016, e um segundo filho nascido por volta de março de 2020. A família mora em Connecticut. Anteriormente, Cox morou em Nova York, Los Angeles e nos bairros de Chelsea e Highbury de Londres.
Cox é um grande fã de futebol e detém ingressos para o Arsenal FC.

## Filmografia

### Cinema
| Ano  | Título                          | Papel                         | Notas          |
| ---- | ------------------------------- | ----------------------------- | -------------- |
| 2003 | Jogo de Sedução                 | Theo                          |                |
| 2004 | The Merchant of Venice          | Lorenzo                       |                |
| 2005 | Things to Do Before You're 30   | Danny                         |                |
| 2005 | Casanova                        | Giovanni Bruni                |                |
| 2006 | A for Andromeda                 | Dennis Bridger                | Telefilme      |
| 2006 | Tirante el Blanco               | Diafebus                      |                |
| 2007 | Stardust                        | Tristan Thorn                 |                |
| 2008 | Harry, Henry and the Prostitute | Harry                         | Curta-metragem |
| 2008 | Stone of Destiny                | Ian Hamilton                  |                |
| 2009 | Big Guy                         | Chuck                         | Curta-metragem |
| 2009 | Perfect                         | Paul                          | Curta-metragem |
| 2009 | Glourious 39                    | Lawrence                      |                |
| 2011 | There Be Dragons                | Josemaría Escrivá de Balaguer |                |
| 2011 | Nancy, Sid and Sergio           | Sergio                        | Curta-metragem |
| 2012 | A Sunny Morning                 | Adam                          | Curta-metragem |
| 2013 | Hello Carter                    | Carter                        |                |
| 2013 | Legacy                          | Charles Thoroughgood          | Telefilme      |
| 2014 | A Teoria de Tudo                | Jonathan Hellyer Jones        |                |
| 2014 | Dracula Untold                  | Caligula                      | Cena cortada   |
| 2016 | Eat Locals                      | Henry                         |                |
| 2018 | King of Thieves                 | Basil                         |                |
| 2019 | The Knot                        | The Second Ex                 | Curta-metragem |
| 2021 | Spider-Man: No Way Home         | Matt Murdock                  |                |

### Televisão
| ANo       | Título                                | Papel                    | Notas                                               |
| --------- | ------------------------------------- | ------------------------ | --------------------------------------------------- |
| 2002      | Judge John Deed                       | Young Vicar              | Episódio: "Everyone's Child"                        |
| 2006      | Lewis                                 | Danny Griffon            | Piloto                                              |
| 2010      | Downton Abbey                         | Duke of Crowborough      | Episódio "1.1"                                      |
| 2011      | Moby Dick                             | Ishmael                  | 2 episódios                                         |
| 2011-2012 | Boardwalk Empire                      | Owen Sleater             | 20 episódios                                        |
| 2013      | The Ordained                          | Tom Reilly               | Piloto                                              |
| 2015-2018 | Daredevil                             | Matt Murdock / Demolidor | 39 episódios                                        |
| 2017      | Os Defensores                         | Matt Murdock / Demolidor | 8 episódios                                         |
| 2019      | Relíquias e raridades                 | Seamus O'Flanagan        | Episódio: "The Ascent of the Angler"                |
| 2021      | Parente                               | Michael Kinsella         | Papel principal; 8 episódios                        |
| 2022      | She-Hulk: Attorney at Law             | Matt Murdock / Demolidor | Convidado especial; 2 episódios                     |
| 2022      | Marvel Studios: Assembled             | Ele mesmo                | Episódio: "The Making of She-Hulk: Attorney at Law" |
| 2022      | Treason                               | Adam Lawrence            | Papel principal; 5 episódios                        |
| 2024      | Echo                                  | Matt Murdock / Demolidor | Episódio: "Chafa"                                   |
| 2025      | Your Friendly Neighborhood Spider-Man | Matt Murdock / Demolidor | Voz                                                 |
| 2025      | Daredevil: Born Again                 | Matt Murdock / Demolidor | Papel principal; 18 episódios                       |

## Teatro
| Ano  | Título                  | Papel                                                                                         |
| ---- | ----------------------- | --------------------------------------------------------------------------------------------- |
| 2005 | ´Tis Pity She´s a Whore | Giovanni                                                                                      |
| 2008 | A Coleção               | Bill                                                                                          |
| 2010 | O Príncipe de Homburgo  | The Prince of Homburg                                                                         |
| 2016 | Incognito               | Henry Maison, Michael Wolf, Hans Albert Einstein, Ben Murphy, Freddy Myers e Greg Barraclough |
| 2019 | Traição                 | Jerry                                                                                         |

## Prêmios e indicações
| Ano  | Prêmio                          | Categoria                         | Indicação        | Resultado |
| ---- | ------------------------------- | --------------------------------- | ---------------- | --------- |
| 2012 | Screen Actors Guild Awards      | Melhor elenco em série de drama   | Boardwalk Empire | Venceu    |
| 2013 | Screen Actors Guild Awards      | Melhor elenco em série de drama   | Boardwalk Empire | Indicado  |
| 2015 | Screen Actors Guild Awards      | Melhor elenco em Cinema           | A Teoria de Tudo | Indicado  |
| 2015 | Helen Keller Achievement Awards | Homenagem                         | Daredevil        | Venceu    |
| 2016 | Saturn Awards                   | Melhor Ator em Série de Televisão | Daredevil        | Indicado  |
| 2017 | Saturn Awards                   | Melhor Ator em Série de Televisão | Daredevil        | Indicado  |
| 2017 | Lucille Lortel Awards           | Melhor Ator Destaque em uma Peça  | Incognito        | Indicado  |
| 2019 | Saturn Awards                   | Melhor Ator em Streaming          | Daredevil        | Indicado  |